# Sede del Partito Comunista Italiano
(Palmiro Togliatti)
Il Partito Comunista Italiano ebbe storica sede in via delle Botteghe Oscure 4, a Roma, dal 1946 fino al suo scioglimento nel 1991. Il palazzo sede di tale formazione politica è stato soprannominato “il Bottegone” dal giornalista Giampaolo Pansa.
La via in cui sorge l’edificio ha assunto tale denominazione a causa delle numerose attività commerciali e artigiane sprovviste di finestre, e di conseguenza dette oscure.
Alla trasformazione del partito nel 1991 nel Partito Democratico della Sinistra il palazzo ne ha seguito le sorti, per poi passare ai Democratici di Sinistra, che l'ha ceduto nel 2000 all'Associazione bancaria italiana. Attualmente è di proprietà della finanziaria Tosinvest, che ha espresso volontà di renderlo un hotel di lusso.

## Precedenti sedi del Partito
Tra le prime sedi del Partito Comunista ci fu la redazione de “Il lavoro fascista” in via Quattro Novembre a Roma. Dato il disappunto degli Alleati, in quel tempo presenti a Roma a causa della campagna d’Italia, la sede comunista fu trasferita presso la Regia azienda Monopolio Banane in piazza Sant’Andrea della Valle.
Dopo un paio di mesi fu nuovamente trasferita in Via Nazionale al civico 243, che tuttavia era piccola e poco sicura.
Negli ultimi giorni del 1945, il segretario Palmiro Togliatti pensò quindi alla ricerca di una nuova sede che si attuò nei primi di gennaio. Fu tuttavia difficile trovare locatori per un grande stabile da affittare al partito comunista.
Su proposta del geometra Fausto Marzi Marchesi, fu rinvenuto il cantiere dell’Unione nazionale di Riassicurazione di cui doveva essere costruito un palazzo a seguito delle demolizioni attuate nel 1938, in piena epoca fascista.
Per l’acquisto del cantiere si impegnarono gli imprenditori partigiani Alvaro ed Alfio Marchini. Il primo fu anche presidente della Roma e collaborò alla fondazione del giornale l’Unità.
I due fratelli costituirono quindi una società immobiliare per l’acquisizione del cantiere, al costo di 32 milioni di lire (oltre 2 milioni di euro al 2023), per poi completarlo e donarlo al Partito. Il palazzo, che quando era stato acquistato aveva soltanto un piano, fu completato nell’autunno 1946 con una cifra che le opposizioni stimarono in circa 300 milioni di lire.
Ciò valse ad Alvaro gli appellativi di “palazzinaro comunista” e “ministro rosso”; inoltre, insieme al fratello Alfio era chiamato “calce e martello”.
Negli anni novanta, Massimo Caprara, il quale aveva svolto il ruolo di segretario personale di Palmiro Togliatti per un prolungato periodo, affermò che il palazzo in questione fu presunto essere stato acquisito attraverso l'utilizzo di risorse derivanti dal cosiddetto oro di Dongo, cioè i beni che furono sottratti a Benito Mussolini e ai suoi gerarchi nel momento della loro cattura da parte dei partigiani comunisti appartenenti alle Brigate Garibaldi. Tale ricostruzione è stata ampiamente contestata da parte del partito comunista e non è mai stata confermata ufficialmente.

## Via delle Botteghe Oscure
Al piano terra del palazzo era situata la libreria “Rinascita”, di proprietà del partito e conosciuta come “il tempio della cultura di sinistra”.
L’edificio era stato progettato per essere autonomo e comprendeva diversi luoghi iconici come ad esempio il garage, in cui discutevano segretamente gli esponenti delle varie correnti; al secondo piano invece vi erano le stanze del segretario.
Vi era anche un ambulatorio con due medici per turno, un ufficio postale ed un ampio salone con una cassaforte nera che ospitava i finanziamenti dal Partito Comunista Sovietico.

## Il palazzo della CIA
(Armando Cossutta)

La sede del Partito Comunista Italiano nel secolo scorso.

Di fronte alla sede del partito, al numero civico 54, l’ambasciata statunitense aveva affittato in segreto un edificio per spiare la formazione comunista più grande dell’Europa occidentale; qui, infatti, si stabilirono i servizi segreti americani
Pertanto, nella sede del partito fu impiantata anche una centrale di corrente a Diesel, per garantire l’autosufficienza energetica, una pompa idrica per alimentare gli idranti dell’atrio ed una vasta armeria. Inoltre, sul tetto venne installata una sirena dallo scopo di allertare in caso di assalto.
Nel luglio 2020 l'edificio al civico 54 è stato affittato dalla Lega di Matteo Salvini su suggerimento del garante per la propaganda Luca Morisi, già responsabile dell’organizzazione comunicativa “La bestia” con gli uffici proprio all’interno del palazzo, ma poi abbandonato dalla stessa Lega nell’ottobre 2023 a causa degli alti costi dell’affitto.

## Abbandono
(Alberto Menichelli, autista di Enrico Berlinguer, nel docufilm "Ritorno a casa")
Dopo lo scioglimento ufficiale del partito, nel congresso del 3 febbraio 1991, la costruzione passò al Partito Democratico della Sinistra, guidato da Achille Occhetto, legittima erede della precedente formazione politica.
Nel 1998, con il passaggio ai Democratici di Sinistra di Massimo D’Alema, che inglobava non soltanto ex comunisti ma anche partiti appartenenti alla sinistra maggiormente laica e socialdemocratica, il palazzo fu poi venduto all’Associazione bancaria italiana nel maggio 2000, che ne l’ha reso una delle due sedi operative. La vendita aveva lo scopo di ripianare parte dei 600 milioni di debiti accumulati negli anni, mentre la sede del partito veniva trasferita in Via Nazionale, 75.
Il palazzo venne trasformato in una libreria e poi in un supermercato, ma è successivamente passato alla Finanziaria Tosinvest, di proprietà del deputato leghista Antonio Angelucci, oltre ad essere stato sede per un periodo della multinazionale britannica Ernst & Young e del Consorzio Bancomat.
Il proprietario Angelucci ha dichiarato di voler trasformare il palazzo in un hotel di lusso, i cui lavori termineranno nel 2026. L’albergo comprenderà 70 stanze ed un ristorante nella terrazza.
La società che affitterà l’immobile è costituita da AG Group e Gruppo Rossfin ed è supportata dall’adviser Colliners.

## Struttura
L’edificio ha una superficie di circa 8000 metri quadri e comprende un androne realizzato dall’artista Giò Pomodoro con una stella d’oro a cinque punte incassata nel pavimento, il busto in marmo nero di Antonio Gramsci e la bandiera originaria della Comune di Parigi incastonata in una teca.
I portoni, di acciaio a volta tonda, hanno resistito ai numerosi tentativi di sfondamento per opera di diverse matrici. Ne fu un esempio quello accaduto nel 1957, ad opera di militanti missini a seguito delle elezioni avvenute nello stesso anno, o un altro nel 1978 in cui Marco Pannella provò ad affacciarsi per tentare di discutere pacificamente con la folla ma fu schiaffeggiato da un addetto alla vigilanza.

## Nella cultura di massa
- Dal balcone del palazzo, il segretario del partito Enrico Berlinguer annunciò la vittoria elettorale del 21 giugno 1976, in cui il partito raccolse lo storico 34,4%. Lo stesso accadde la notte del 22 aprile 1996 quando Massimo D’Alema e Walter Veltroni si affacciarono per salutare gli elettori.
- Diverse indiscrezioni di esponenti politici confermarono che nella foresteria, al sesto piano del palazzo, fossero soliti amoreggiare Palmiro Togliatti e Nilde Iotti, rispettivamente segretario del partito comunista per la seconda volta dal 1938 al 1964 e presidente della camera dei deputati dal 1979 al 1992. I due furono certamente amanti, come dimostra un lungo carteggio.[24]
- Luigi Petroselli, sindaco di Roma dal 1979, è stato colpito da un infarto fatale nella sala del comitato centrale due anni dopo il suo insediamento.[25]
- In occasione dei funerali di Enrico Berlinguer, il 13 giugno 1984, la salma fu esposta proprio nella sede del partito e, a sorpresa, si presentò lo storico rivale Giorgio Almirante, segretario dell’MSI.[26][27] Venne accolto benignamente dalla folla di un milione di persone porgendo l’estremo saluto a Berlinguer. Inchinandosi davanti al feretro della salma, pronunciò al microfono:

(Giorgio Almirante)
- Il palazzo è protagonista del docufilm “Ritorno a casa”, realizzato poco prima della cessione definitiva all’Abi, in occasione del trentennale della morte di Enrico Berlinguer.[28][29]